# Der Herr der Tiefen

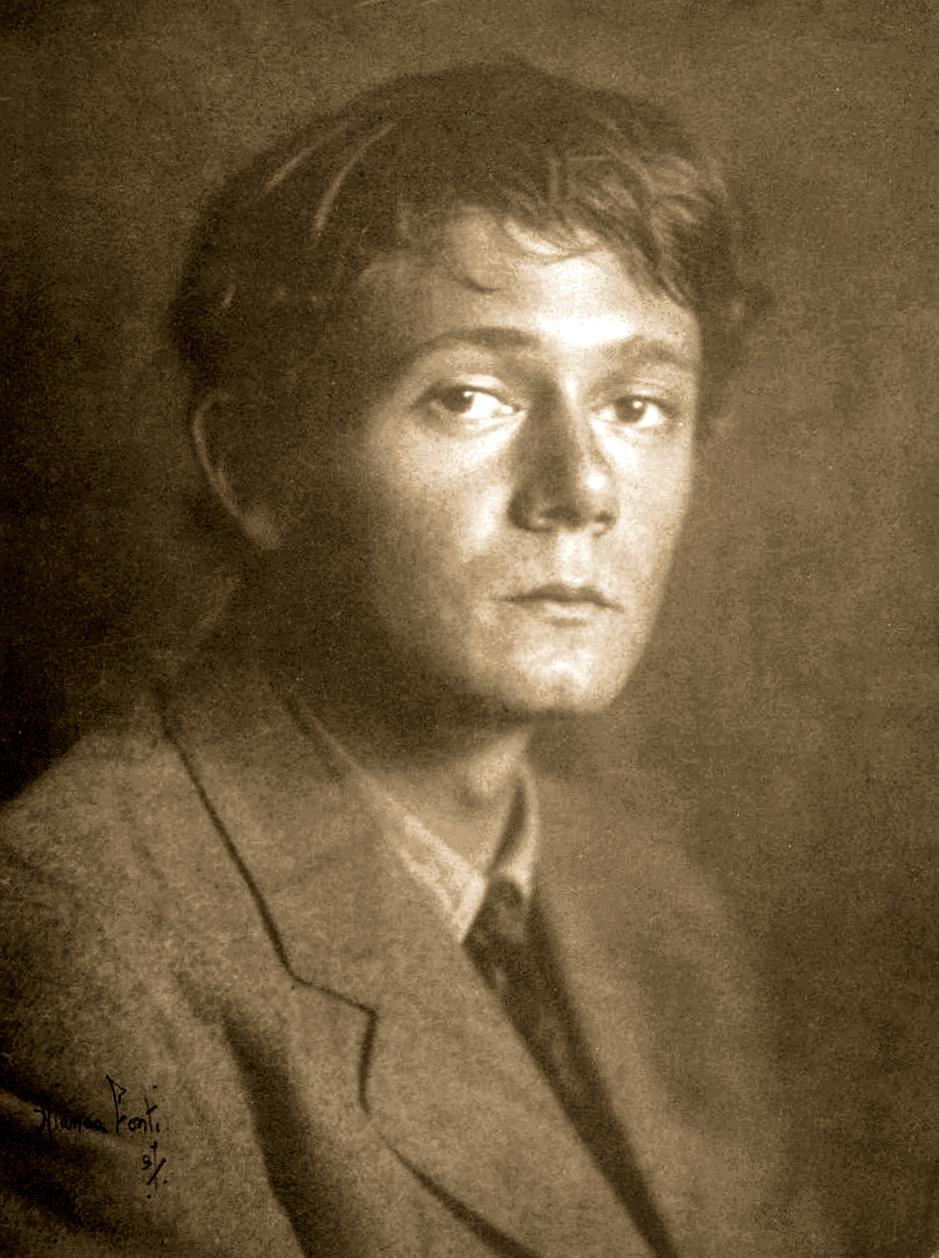
Clark Ashton Smith (1912)

Der Herr der Tiefen (englischer Originaltitel: The Dweller in the Gulf) ist der Titel einer Kurzgeschichte von Clark Ashton Smith, die im März 1933 in Wonder Stories veröffentlicht wurde, einem Pulp-Magazin. Wie die vorhergehende, wesentlich bekanntere Erzählung Die Grabgewölbe von Yoh-Vombis spielt sie auf dem Mars und verbindet Science-Fiction- und Horrorelemente.
Der mehrfach überarbeitete Text wurde 1960 in den Sammelband The Abominations of Yondo des Verlags Arkham House aufgenommen. Eine deutsche Übersetzung von Friedrich Polakovics erschien 1971 in der Erzählungssammlung Der Planet der Toten aus der Bibliothek des Hauses Usher und wurde 1987 in der Phantastischen Bibliothek nachgedruckt.
Die Geschichte dreht sich um eine Gruppe irdischer Forscher, die in einer Höhle einem Monster zum Opfer fallen, das kultisch verehrt wird.

## Inhalt
Die irdischen Forscher Maspic, Bellman und Chivers durchqueren ein verlassenes Wüstengebiet auf dem Mars. In den ausgetrockneten Flussbetten soll sich Gerüchten zufolge Gold in großer Fülle befinden. Seit drei Tagen mit Lasttieren, aber ohne einheimische Führer unterwegs, haben sie bislang nichts weiter als Staub und Geröll gefunden.
Vor einem herannahenden Wirbelsturm suchen sie Schutz in einer Höhle, die sich am Ufer eines vorzeitlichen Flusses befindet. Auf Wertvolles hoffend folgen sie einem abschüssigen, an einen ehemaligen Nebenarm erinnernden Gang. Bald nehmen sie einen seltsamen Geruch wahr und hören rasselnde Geräusche, als würde etwas über den Boden geschleift. Anders als seine Kameraden hat der mürrische Bellman keine Angst vor gefährlichen Lebensformen und tut Befürchtungen als Marsmärchen ab.
Nach etwa einem Kilometer erreichen sie einen jähen Abgrund, den sie mit ihren Taschenlampen nicht ausleuchten können. Von einem Felsvorsprung führt ein Pfad spiralförmig nach unten. Bellman nennt ihn „Straße zum Hades“ und überzeugt die zögerlichen Kameraden, ihm in die Tiefe zu folgen. Da die Geräusche immer unheimlicher werden und selbst Bellman von Grauen ergriffen wird, kehren sie um. Sie haben etwa die Hälfte des Weges zurückgelegt, als ihnen eine Rotte weißlicher Gestalten den Weg versperrt. Im Schein der Stablampen erinnern die Wesen an die einheimischen Aihais, wirken mit ihrer madenhaft weißlichen Haut aber degeneriert, als hätten sie sich an das unterirdische Leben angepasst. Entsetzt bemerken die Männer, dass sie anstelle der Augen nur rudimentäre Schlitze oder leere Augenhöhlen haben.
Sie kommen nicht an der Gruppe vorbei, werden nach unten gedrängt und erreichen nach stundenlangem Abstieg den Grund, wo sich eine große Felsenkammer mit Statuen und obszönen Basreliefs befindet. Die Kreaturen stoßen die Männer vor sich her, bis sie einen Altar erreichen, auf dem ein Götze steht: ein großes, schildkrötenähnliches Wesen, aus dessen Maul sich zwei rüsselartige Auswüchse emporwinden. Die Geschöpfe versammeln sich, beten die Figur an, berühren sie und geraten in Ekstase.
Als die Männer dem Beispiel folgen, beginnt die Figur zu pulsieren und setzt ein betäubendes Mittel frei.
Sie fallen in einen ohnmachtsähnlichen Schlaf. Bellman träumt, er sei Teil des von einer fremden Gottheit beherrschten, blinden Albinovolkes.
Nachdem er erwacht ist, fällt sein Blick auf einen zerfressenen Leichnam, von dem kreisförmige Spuren wegführen. Die Gefährten wagen sich erneut an den Aufstieg über den gewundenen Felsenpfad. Nach einigen Stunden hören sie aus der Stille das seltsame, ihnen bekannte Geräusch, als würde etwas über die senkrechte Wand nach oben gleiten und sie überholen. Kurz darauf erblicken sie im Schein der Taschenlampe ein kauerndes Etwas, das ihnen den Weg versperrt. Es ist die lebende Entsprechung des Götzenbildes. Es nähert sich den Männern, reißt ihnen mit den Rüsseln die Augäpfel aus und führt sie hinab in die Tiefe.

## Hintergrund
Clark Ashton Smith verband in seinen Texten immer wieder Horror mit Science-Fiction oder anderen Elementen. Er veröffentlichte sie zunächst in Pulp-Magazinen wie Weird Tales oder Wonder Stories, bevor sie bei Arkham House oder in anderen Verlagen erscheinen konnten. Anders als sein berühmter Brieffreund H. P. Lovecraft entwickelte Smith sich nicht zu einer Kultfigur, wird von einigen Liebhabern des Genres aber höher eingeschätzt.
Während viele seiner Geschichten in mythisch-fiktionalen Gegenden wie Hyperborea oder Atlantis, dem dunklen Zukunftsreich Zothique oder dem mittelalterlich stilisierten Averoigne angesiedelt sind und sich grob der Fantasy zuordnen lassen, verzichten etwa Des Magiers Wiederkehr, Saat aus dem Grabe und Genius Loci auf dieses Ambiente und gehören zur phantastischen Literatur.
Der Herr der Tiefen gehört neben Vulthoom, der von Lovecrafts Bergen des Wahnsinns beeinflussten Yoh-Vombis-Geschichte und dem Fragment Mnemoka zu dem düsteren Mars-Zyklus. Die Menschen haben eben erst begonnen, den Planeten zu erforschen und die Spuren versunkener Kulturen zu entdecken.
Mit den Zothique-Erzählungen vergleichbar, stellt Smith den Mars als eine alternde, langsam sterbende Welt dar. Die halb-humanoiden Aihais sind große, schlanke und wortkarge Wesen, die das Eindringen der Menschen tolerieren und den Handel zulassen. Dringen die irdischen Forscher zu weit in unbekannte Gegenden vor, stoßen sie nicht nur auf unheimliche Relikte, sondern werden mit lebensbedrohlichen Gefahren konfrontiert.

## Entstehung und Publikation

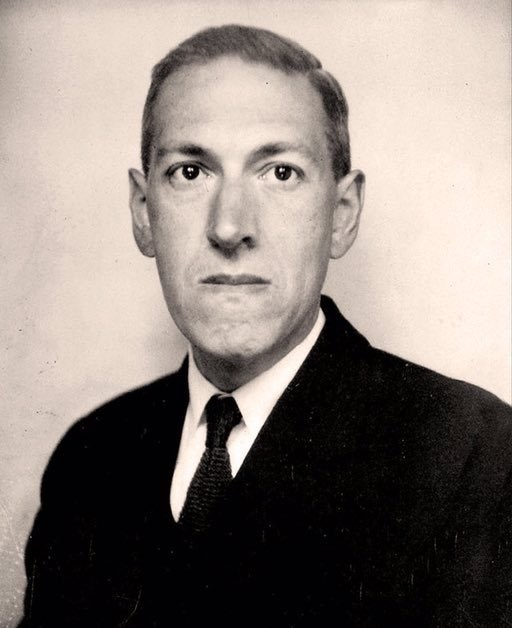
H. P. Lovecraft (1934)

Der Herr der Tiefen entstand etwa ein Jahr nach der Yoh-Vombis-Erzählung, die mit ihren plastisch ausgemalten Grausamkeiten bereits für Aufregung gesorgt hatte. Die Begleitumstände der Veröffentlichung belasteten Smith und trugen dazu bei, dass er das Genre schließlich aufgab.
Die erste Version sollte The Eidolon of the Blind (auf Deutsch etwa: Das Götzenbild der Blinden) heißen und wurde von Smith als eine Art kleiner Bruder des Vorgängers bezeichnet, der „ebenso entsetzlich und grausam“ sei. Er stufte sie als „erstklassigen interplanetarischen Horror“ ein, der „ohne den Humbug einer Pseudo-Erklärung“ auskomme.
Farnsworth Wright, der Herausgeber von Weird Tales, lehnte die Geschichte wegen ihrer Grausamkeit ab.
Damit sie in Hugo Gernsbacks Science-Fiction-Magazin Wonder Stories erscheinen konnte, musste Smith den Text erweitern. So führte er einen weiteren Protagonisten ein, um die Ereignisse erklären zu können: Der Anthropologe Chalmers, vor langer Zeit entführt und nun selbst Jünger der Kreatur, erklärt den Männern den Hintergrund ihrer fatalen Situation.
Gernsback setzte durch, dass zahlreiche atmosphärische Passagen gestrichen wurden, und kürzte den düsteren Schluss, den Smith als „magnificent ... Dantesque“ bewertet hatte. Während in Smiths Version die Abenteurer gefangen und geblendet werden, kann in der Magazin-Ausgabe ein Mann entkommen, nachdem er das Schicksal seiner Kameraden gesehen hat.
Als Smith die Geschichte in der März-Ausgabe 1933 las, war er entsetzt. Wie er Donald Wandrei schrieb, sei sie unter dem Titel Dweller in Martian Depths erschienen und „restlos verhunzt“, da Schlusspassagen verändert und „fantasiereiche Beschreibungen roh“ entfernt worden seien. Er habe sich beim Redakteur über diese „hunnische Barbarei“ beschwert und erklärt, seine Texte sollten nur dann erscheinen, wenn er die vereinbarten Änderungen selbst vornehmen könne.
Gernsback hatte bei Smiths Geschichten schon mehrfach Änderungen durchgesetzt, die Umsetzung aber dem Autor überlassen. Nach eigenen Angaben akzeptierte Smith ihn nur deswegen, weil er so „scharfsichtig“ sei, einige der „ungewöhnlichen Sachen“ zu veröffentlichen, die sonst niemand anrühren wolle.
H. P. Lovecraft schrieb seinem Brieffreund Smith, dass Gernsback trotz der „verfluchten Säumigkeit [...] und übermäßigen Geschäftstüchtigkeit [...] bessere & kraftvollere Science-Fiction“ herausbringe als seine Konkurrenten und nicht versuche, Abgedroschenes und Schablonenhaftes zu veröffentlichen.
Für den Sammelband The Abominations of Yondo von 1960 wurden die Eingriffe zurückgenommen, und die Erzählung erhielt wieder den Titel The Dweller in the Gulf.

## Einzelheiten und Rezeption

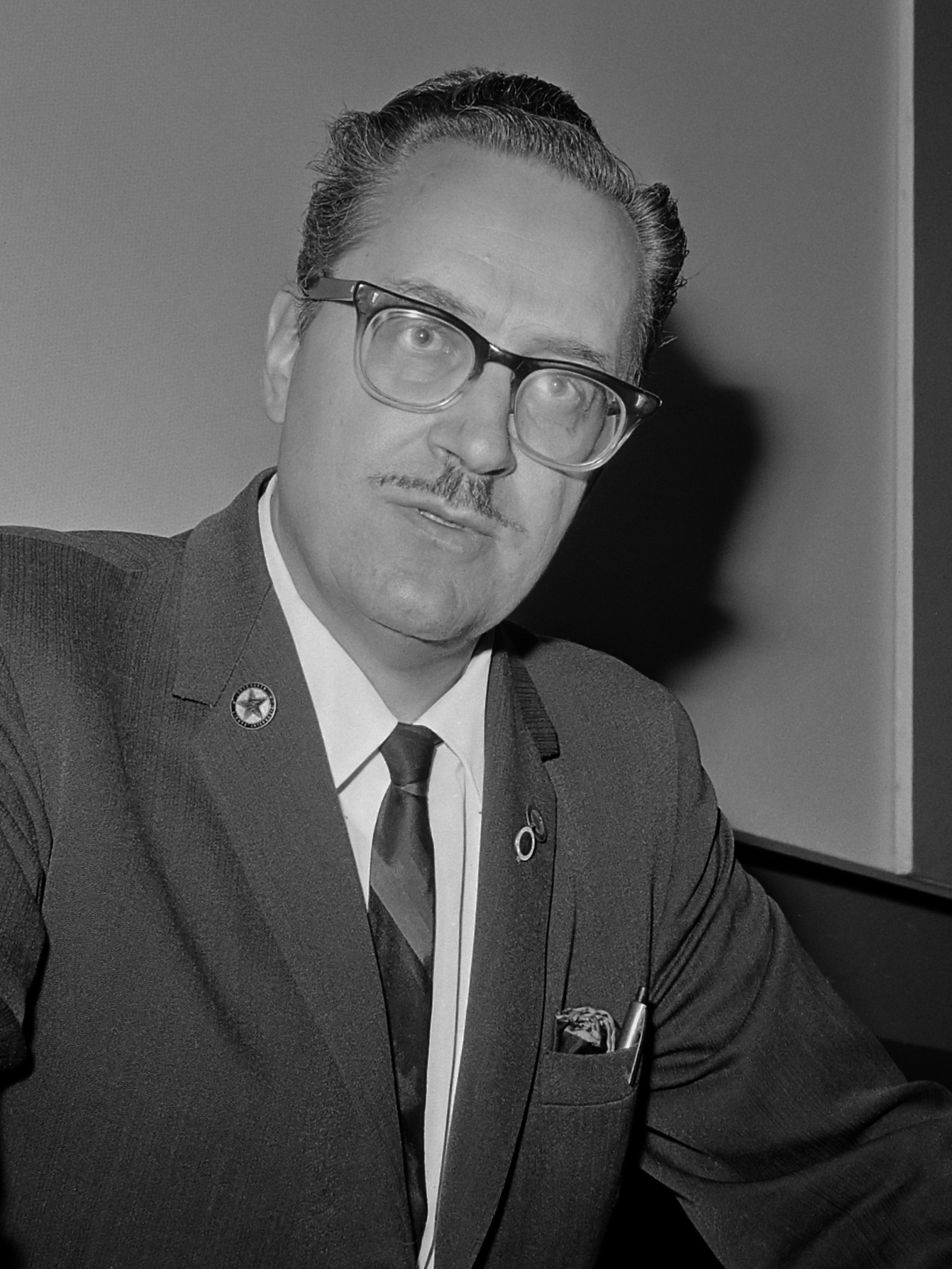
Forrest Ackerman (1965)

Um den Text wurde eine Kontroverse in einer Leserbriefkolumne des Magazins The Fantasy Fan geführt. Herausgegeben von dem erst siebzehnjährigen Charles D. Hornig (1916–1999), erschien es im September 1933 und gilt als erstes Fanmagazin für unheimliche Phantastik. Mit einer Auflage von etwa 300 Exemplaren, 60 Abonnenten und dem billigen Papier wirkte es zunächst sehr amateurhaft, war bei Liebhabern des Genres aber bald sehr gefragt. Lovecraft konnte hier – wenn auch unbezahlt – einige Erzählungen veröffentlichen, die mehrfach zurückgewiesen worden waren, und überzeugte neben Smith auch Robert E. Howard und August Derleth, Originalbeiträge für das Magazin zu schreiben.
Bereits in der ersten Ausgabe rief Hornig die Kolumne The Boiling Point (Deutsch etwa Der Siedepunkt) ins Leben, in der heftig und polemisch gestritten werden durfte.
Ausgerechnet dort warf Forrest J. Ackerman Smith „den Fehdehandschuh“ hin. Nach seiner Auffassung war Der Herr der Tiefen eine reine Horrorgeschichte, die in einem SF-Magazin wie Wonder Stories deplatziert sei. Ackerman beschränkte sich nicht darauf, sondern sprach der Erzählung jede Qualität ab, hielt sie für „nicht zu retten“ und verstieg sich zu der Bemerkung: „Möge die Tinte in der Feder vertrocknen, aus der sie floss!“ Dies führte in der folgenden Ausgabe des Magazins zu deutlichen Reaktionen von Autoren wie Robert H. Barlow und Lovecraft, auf die Ackerman erneut reagierte, so dass sich ein heftiger Streit entwickelte. Im Oktober 1933 schrieb Robert Nelson, dass „die Ackerman-Smith-Kontroverse [...] Züge einer Slapstickkomödie“ angenommen habe. Schließlich kam Hornig zu der Überzeugung, dass der Siedepunkt seinen Zweck mehr als erfüllt und „zu viel böses Blut erzeugt“ habe.
Für Sunand T. Joshi handelt es sich bei der Kurzgeschichte zwar um kein Meisterwerk; sie sei erzählerisch aber wesentlich besser als die meisten anderen der in Wonder Stories veröffentlichten Texte.

## Textausgaben (Auswahl)
- Wonder Stories. März 1933
- The Abominations of Yondo. Arkham House, 1960
- Rendezvous in Averoigne. Arkham House, 1988
- Der Planet der Toten. Deutsch von Friedrich Polakovics, Bibliothek des Hauses Usher, 1971
- Der Planet der Toten. Phantastische Bibliothek, Suhrkamp Verlag, 1987
- Die Grabgewölbe von Yoh-Vombis. Gesammelte Erzählungen, Band 2. Deutsch von Malte S. Sembten, Festa Verlag, 2011